# Halichoeres margaritaceus
Halichoeres margaritaceus là một loài cá biển thuộc chi Halichoeres trong họ Cá bàng chài. Loài này được mô tả lần đầu tiên vào năm 1839.

## Từ nguyên
Tính từ định danh margaritaceus trong tiếng Latinh mang nghĩa là "như ngọc trai", hàm ý đề cập đến các đốm trắng ở hai bên thân của cá cái.

## Phạm vi phân bố và môi trường sống
Từ biển Andaman cùng quần đảo Cocos (Keeling) và đảo Giáng Sinh, H. margaritaceus được phân bố trải dài đến toàn bộ khu vực Đông Nam Á và hầu hết các đảo quốc, quần đảo thuộc châu Đại Dương (đến tận Polynésie thuộc Pháp và quần đảo Pitcairn), ngược lên phía bắc vùng biển phía nam Nhật Bản, xa về phía nam đến Úc (bao gồm đảo Lord Howe, rạn san hô Great Barrier và đảo Norfolk).
Ở Việt Nam, H. melanurus được ghi nhận tại đảo Lý Sơn (Quảng Ngãi); cù lao Chàm (Quảng Nam); bờ biển Phú Yên; vịnh Nha Trang (Khánh Hòa); bờ biển Ninh Thuận; cù lao Câu (Bình Thuận); đảo Phú Quốc và quần đảo An Thới (Kiên Giang); Côn Đảo; cũng như tại quần đảo Hoàng Sa và quần đảo Trường Sa.
H. margaritaceus sống trên rạn san hô viền bờ ở vùng nước nông, bờ biển đá và trong thảm cỏ biển có lẫn đá sỏi, độ sâu đến ít nhất là 15 m.

## Mô tả
H. margaritaceus có chiều dài cơ thể lớn nhất được ghi nhận là 13 cm. Màu sắc của H. margaritaceus rất giống với loài Halichoeres nebulosus. Cá đực không có vệt cong hình bumerang màu hồng cam trên má như H. nebulosus, thay vào đó là một vệt cong uốn ra phía sau, bao quanh một vệt sọc ngang. Cá cái màu ô liu trắng ở bụng, lốm đốm nhiều vệt trắng ở lưng và một vệt đỏ hồng nổi bật ở bụng. Có một đốm đen lớn nổi bật được viền vàng ở giữa vây (mờ dần khi chuyển thành cá đực). Cá đực xanh lục với các vệt đốm màu đỏ cam, cũng như có nhiều vệt sọc màu hồng cam trên đầu.
Số gai ở vây lưng: 9; Số tia vây ở vây lưng: 11; Số gai ở vây hậu môn: 3; Số tia vây ở vây hậu môn: 11; Số tia vây ở vây ngực: 13; Số gai ở vây bụng: 1; Số tia vây ở vây bụng: 5; Số vảy đường bên: 27.

## Sinh thái học
Thức ăn của H. margaritaceus là các loài thủy sinh không xương sống như giáp xác, nhuyễn thể, giun nhiều tơ và trùng lỗ, cũng có thể bao gồm cá nhỏ và trứng cá.

## Thương mại
H. margaritaceus được đánh bắt trong các hoạt động buôn bán cá cảnh.